# Catedral de Šibenik
A Catedral de Santiago (em croata: Katedrala Sveti Jakova) de Šibenik, na  Croácia, começou a ser construída em 1431 foi terminada em 1536. Apesar das obras terem sido feitas por diferentes mestres de obra durante os anos iniciais, sua construção foi confiada a Dalmatinac. Ele modificou o plano original e adoptou um estilo de transição entre o gótico e o renascentista. Com a morte de Dalmatinac (Jorge, o Dálmata}, os trabalhos foram terminados por Nikola Firentinac (Nicolau, o Florentino), principalmente o domo e os elementos da fachada com estilo mais puro da renascença.
Os materiais utilizados para a construção desta catedral foram provenientes das ilhas da Croácia: Brač, Korčula, Rab e Krk.
Desde 2000, a catedral está inscrita pela UNESCO como Patrimônio Mundial da humanidade.